# Pauly Kannookadan
Pauly Kannookadan (* 14. Dezember 1961 in Kuzhikattussery, Indien) ist Bischof von Irinjalakuda.

## Leben
Pauly Kannookadan empfing am 28. Dezember 1985 das Sakrament der Priesterweihe.
Am 15. Januar 2010 ernannte ihn Papst Benedikt XVI. zum Bischof von Irinjalakuda. Der emeritierte Bischof von Irinjalakuda, James Pazhayattil, spendete ihm am 18. April desselben Jahres die Bischofsweihe; Mitkonsekratoren waren der Bischof von Palghat, Jacob Manathodath, und der emeritierte Erzbischof von Trichur, Jacob Thoomkuzhy.